# Главное управление информации Войска Польского
Гла́вное управле́ние информа́ции Во́йска По́льского (пол. Główny Zarząd Informacji) — орган военной контрразведки (1944—1957) в структуре 1-й армии, а впоследствии и в Народном Войске Польском. Было создано советским управлением военной контрразведки Смерш.
В 1955—1956 входило в состав Комитета общественной безопасности.

## Известные люди
- Кожушко, Пётр Васильевич[пол.]
- Вознесенский, Дмитрий Павлович (1902—1982)
- Скульбашевский, Антон Денисович (1915—1990)[2]
- Тадеуш Петшак (1926—2014)
- Стефан Михник (род. 1929)
- Михал Голеневский (1922—1993)